# Instituto Tecnológico Superior del Sur de Guanajuato
El Instituto Tecnológico Superior del Sur de Guanajuato (ITSUR) es un instituto de nivel superior, descentralizado del gobierno estatal y localizado en el Sur del Estado de Guanajuato, México. Brinda carreras profesionales y múltiples servicios educativos principalmente a las ciudades de Moroleón y Uriangato, así como a otros 15 municipios de la región y está estrechamente relacionado con las actividades sociales de su zona.

## Historia
Se inician operaciones en agosto de 1997 pero no fue hasta el 22 de mayo de 1998 cuando el entonces Gobernador Constitucional del Estado, el Lic. Vicente Fox Quesada, mediante decreto gubernativo número 94, crea formal y legalmente el tecnológico como un organismo público descentralizado del Gobierno del Estado de Guanajuato, naciendo para satisfacer la necesidad de atender la demanda de Educación Superior de la región y como una estrategia para el fortalecimiento de la industria local. Su misión es contribuir a la formación integral de personas y egresar profesionistas competentes, a través del proceso educativo, la investigación científica y tecnológica, la vinculación y la extensión; comprometidos con el desarrollo sustentable regional y nacional.

## Actividades Académicas
El ITSUR, aparte de brindar excelente educación de nivel superior, brinda a la región capacitaciones, cursos y actividades sociales para el fortalecimiento de los vínculos económicos de la zona. Cuenta con un Centro de Idiomas, Sistema de Biblioteca y una amplia infraestructura para el desarrollo de las actividades. Ofrece a sus alumnos una serie de actividades complementarias que benefician al desarrollo integral del alumno, así como tutorías, becas y múltiples servicios para brindar una estancia favorable.

## Carreras
El Instituto Tecnológico Superior del Sur de Guanajuato brinda carreras de Ingeniería para cumplir con la demanda laboral de la zona, del estado y del país. Con el objetivo de formar profesionales competitivos, cuenta con las siguientes carreras:
- Licenciatura en Gastronomía
- Ingeniería Ambiental
- Ingeniería Electrónica
- Ingeniería Industrial
- Ingeniería en Semiconductores
- Ingeniería en Gestión empresarial
- Ingeniería en Sistemas Automotrices
- Ingeniería en Sistemas Computacionales